# Mauglí (album)
Mauglí je druhé album brněnské rockové skupiny Barnodaj, která později používala název Progres 2. Deska vyšla v roce 1978 (viz 1978 v hudbě).

## Popis alba a jeho historie
Po natočení prvního alba Barnodaj v roce 1971 se skupina kolem bubeníka Zdeňka Kluky a kytaristy a zpěváka Pavla Váněho, tehdy používající název The Progress Organization, zcela odmlčela. Její členové se ale na pódiích setkávali, působili v doprovodných kapelách různých zpěváků (Bob Frídl, Martha a Tena). Producent Hynek Žalčík nakonec u Supraphonu prosadil natočení druhého alba skupiny, která ale musela změnit název z anglického The Progress Organization na Barnodaj. Deska postupně vznikala od roku 1976, texty dodal básník Pavel Kopta, nahrávání proběhlo v říjnu 1977 ve studiu Supraphonu v Praze-Dejvicích na osmistopý magnetofon. V té době ale skupina Barnodaj už byla de facto neexistovala, neboť se v průběhu roku 1977 přetransformovala do formace s názvem Progres 2 s odlišným obsazením, která chystala svůj velký audiovizuální projekt Dialog s vesmírem.
Album Mauglí je koncepční album inspirované Knihou džunglí od Rudyarda Kiplinga. Některé písně („Kamarád gramofon“ či „Tutový typ“) se ale tomuto tématu vymykají. Na desce se nachází deset skladeb, z nichž první je instrumentální, ostatní zpívané. Název písně „Tutový typ“ je pravopisně chybně, neboť text jasně mluví o tipování na dostizích (Tutový tip mám na koně jménem Faun).
Členy skupiny při nahrávání Mauglího byli stejní hudebníci jako u alba Barnodaj, výjimka nastala pouze u baskytary, kterou převzal Pavel Pelc.

## Vydávání alba
Na LP vyšlo album Mauglí poprvé v roce 1978, podruhé roku 1985, v obou případech u vydavatelství Supraphon. Reedice na CD vyšly v letech 1993 (Monitor) a 2006 (FT Records, v tomto případě i s bonusy).

## Seznam skladeb
1. „Džungle“ (Kluka) – 4:25
2. „Strach“ (Váně/Kopta) – 3:32
3. „Kamarád gramofon“ (Kluka/Kopta) – 4:32
4. „Štěstí“ (Váně/Kopta) – 3:25
5. „Bezedná tůň“ (Kluka/Kopta) – 3:04
6. „Dopis v láhvi“ (Váně/Kopta) – 3:16
7. „Prám z trámů“ (Sochor/Kopta) – 2:58
8. „Tutový typ“ (Kluka/Kopta) – 3:14
9. „Mauglí“ (Váně/Kopta) – 3:53
10. „Osud“ (Váně/Kopta) – 5:03

Reedice vydaná v roce 2006 obsahovala také následující bonusy:
1. „Mauglí“ (Váně/Kopta) – 3:41
verze z roku 1993
2. „Osud“ (Váně/Kopta) – 2:59
zpěv Radek Michal (Kamelot)
3. „Rocky Mama“ (Váně, Kluka/Kocourek, Kluka) – 4:10
nahrávka z jamování v roce 1978

## Obsazení
- Barnodaj
  - Pavel Váně – elektrická kytara, akustická kytara, mandolína (5), vokály, zpěv
  - Pavel Pelc – baskytara, vokály
  - Jan Sochor – piano, varhany, syntezátory (moog, smyčcový syntezátor Rolland), cembalo (5), vokály, zpěv (7)
  - Zdeněk Kluka – bicí, moog (1, 8), kytara (1), harmonika (9), steel kytara (9), vokály, zpěv
- Martin Kratochvíl – moog (4)
- Jan Kubík – tenorsaxofon (6)
- Jiří Burian – sitár (1, 10)
- dechovou sekci a smyčcový orchestr řídí Zdeněk Kluka (1, 3, 6, 10)

### Technická podpora
- Hynek Žalčík – hudební režie
- Jan Spálený, Květoslav Rohleder – hudební režie
- Gustav Houdek, Jan Chalupský, Jiří Brabec – zvuková režie
- Jiří Rohan, Tomáš Štern, Karel Hodr – technická spolupráce